# Мар-су-Бурк
Мар-су-Бурк (фр. Mars-sous-Bourcq) — коммуна во Франции, находится в регионе Шампань — Арденны. Департамент коммуны — Арденны. Входит в состав кантона Вузье. Округ коммуны — Вузье.
Код INSEE коммуны — 08279.
Коммуна расположена приблизительно в 180 км к востоку от Парижа, в 55 км севернее Шалон-ан-Шампани, в 45 км к югу от Шарлевиль-Мезьера.

## Население
Население коммуны на 2008 год составляло 49 человек.
| 1962 | 1968 | 1975 | 1982 | 1990 | 1999 | 2008 |
| ---- | ---- | ---- | ---- | ---- | ---- | ---- |
| 19   | 62   | 57   | 55   | 46   | 54   | 49   |

## Экономика
В 2007 году среди 30 человек в трудоспособном возрасте (15—64 лет) 20 были экономически активными, 10 — неактивными (показатель активности — 66,7 %, в 1999 году было 65,8 %). Из 20 активных работали 19 человек (11 мужчин и 8 женщин), безработной была 1 женщина. Среди 10 неактивных 1 человек был учеником или студентом, 5 — пенсионерами, 4 были неактивными по другим причинам.

## Достопримечательности
- Церковь Сен-Мартен (XV—XVI века). Исторический памятник с 1920 года.[3]

## Фотогалерея

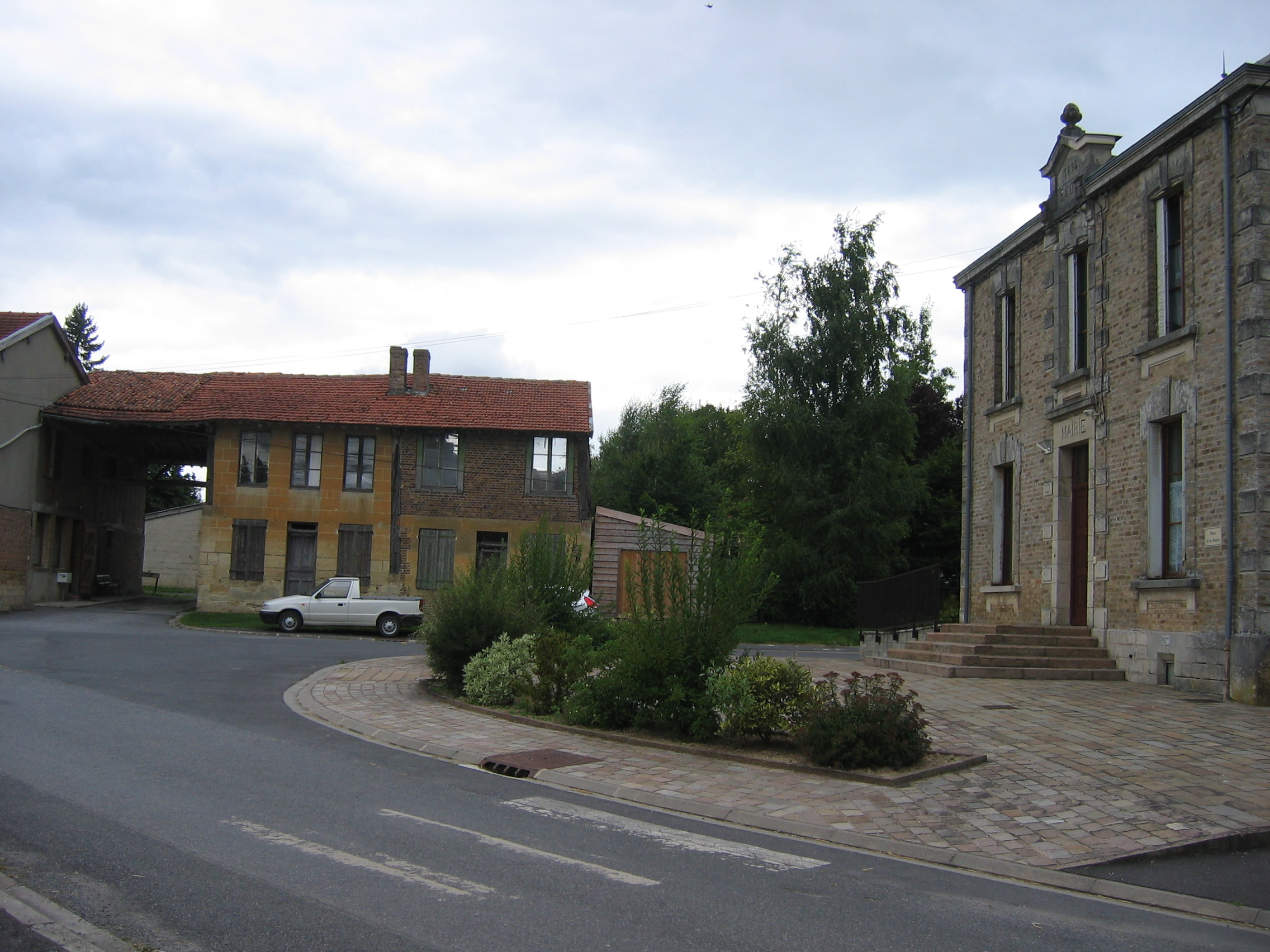
Мар-су-Бурк
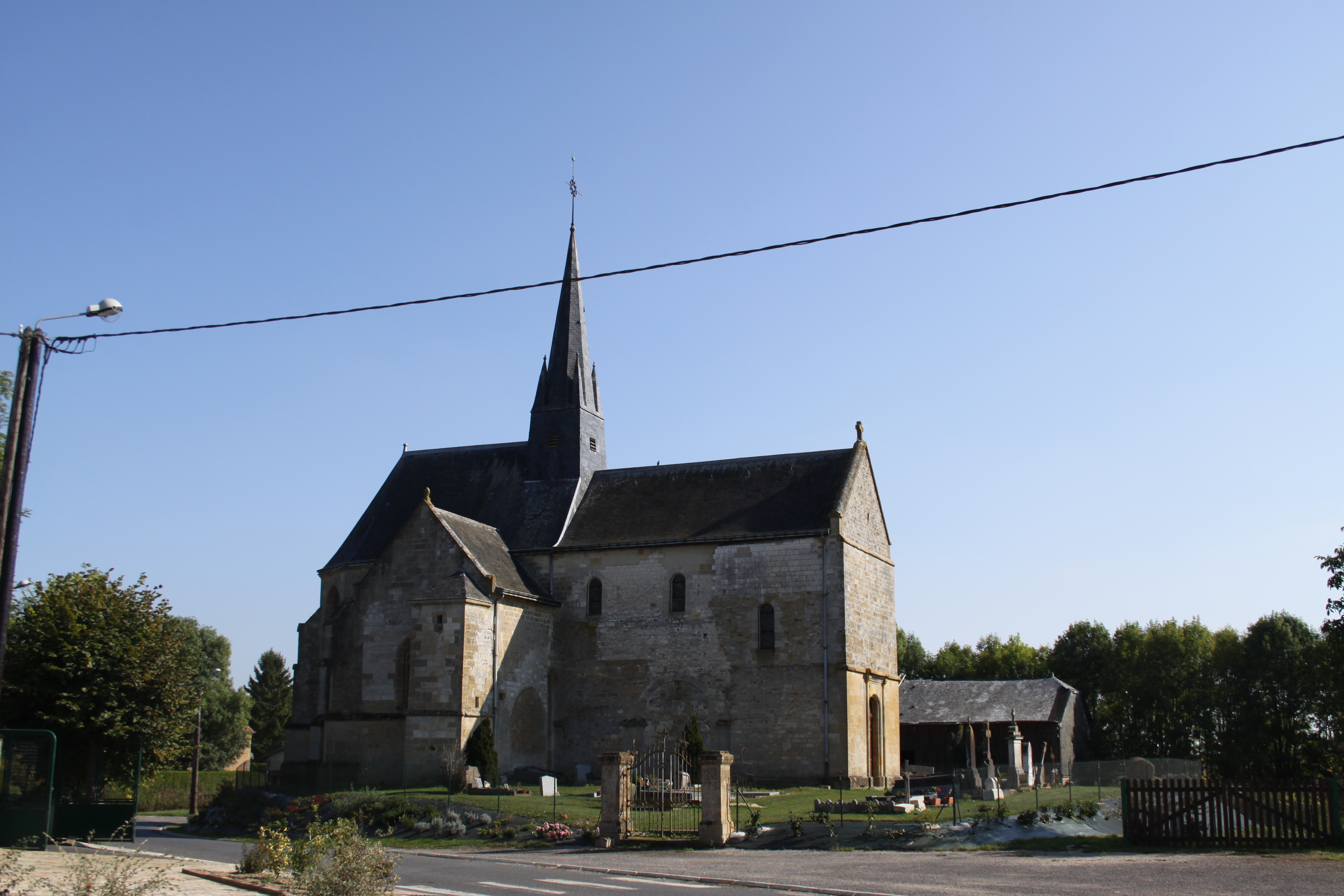
Церковь Сен-Мартен
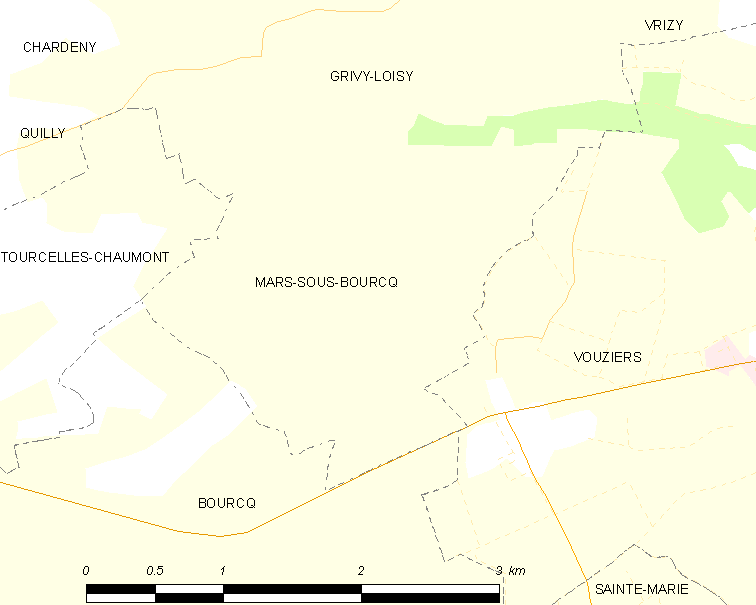
Карта коммуны